# Juan Bautista Diamante
Juan Bautista Diamante (Madrid, 29 agosto 1625 – Madrid, 2 novembre 1687) è stato un drammaturgo spagnolo.

## Biografia
Diamante nacque da un padre siciliano originario di Messina e da una madre spagnola, si avvicinò alla carriera ecclesiastica, dopo aver avuto una fase giovanile piuttosto agitata concretizzata da due processi per i suoi illeciti, entrando nel 1656 entrò nell'ordine di San Giovanni di Gerusalemme.
Le sue oltre cinquanta commedie, scritte spesso in collaborazione con Matos, Moreto, Avellaneda, furono un po' influenzate dai suoi modelli preferiti, ossia Lope de Vega e Pedro Calderón de la Barca.
Anche se non si curò molto di realizzare soggetti completamente originali, ottenne, pur con un linguaggio ampolloso, momenti di autentica intensità drammatica e di genuina sensibilità poetica.
Tra le sue opere che rispecchiarono pienamente il suo stile si ricordano: Judia de Toledo, incentrata sugli amori di don Alfonso VIII di Castiglia, tra le quali la bella ebrea Rachele di Toledo; El valor no tiene edad; El hondador de su padre; basata sulla leggenda del El Cid che vendica con l'uccisione di don Gómez l'oltraggio dello schiaffo ricevuto dal padre;La devócion del Rosario, nella quale un malintenzionato si pente grazie alla devozione a Maria.
Lasciò inoltre una dozzina di autos, loas, ed entremeses, alcune décimas e un romance.

## Opere
- Judia de Toledo;
- El valor no tiene edad;
- El hondador de su padre;
- La devócion del Rosario;
- Juanilla, la de Jérez, y Pedro de Urdemalas;
- El mancebo del camino.